# Малгожата Шамотульская
Малгожа́та Шамоту́льская (пол. Małgorzata z Szamotuł; умерла 5 ноября 1464 года) — польская дворянка, жена князя Белзского Казимира II (1396/1407—1442) и князя Ратиборского Вацлава II (1405—1456).

## Биография
Малгожата была дочерью каштеляна мендзыжечского и старосты русского Винцента Шамотульского и Анны неизвестного происхождения. Она была наследницей огромного состояния отца. Малгожата была выдана замуж за князя белзского из династии Пястов Казимира II. Пышная свадьба состоялась 22 июня 1442 года в Туробине, но вскоре после этого, 15 сентября 1442 года, князь Казимир II неожиданно скончался, скорее всего, от царившей в этом районе чумы. Этот брак был бездетным. После смерти мужа Малгожата вернулась в родное имение в Червонной Руси.
Между 1444 и 1445 годами дочь Малгожата Шамотульская снова вышла замуж за представителя княжеского рода. На этот раз ее избранником стал князь ратиборский Вацлав II из побочной линии чешской королевской династии Пржемысловичей. Малгожата стала княгиней ратиборской и активно поддерживала политику своего мужа, особенно содействуя его контактам при дворе польских королей. Проявлением тесных отношений с Краковым было участие Малгожаты и Вацлава II в коронации Казимира IV Ягеллончика в 1447 году.
29 октября 1456 года Малгожата овдовела во второй раз. Несмотря на то, что ее сын Ян V к этому времени уже был совершеннолетним и управлял княжеством самостоятельно, она сохраняла политическое влияние до конца жизни.
Малгожата Шамотульская умерла 5 ноября 1464 года и была похоронена в доминиканском монастыре в Рацибуже.

## Семья и дети
Первый брак Малгожаты с князем Казимиром II Белзским был бездетным. Во втором браке с князем Вацлавом II Ратиборским она родила сына и трех дочерей:
- Ян V Ратиборский (1446 – 1493), князь ратиборский и пщинский
- Катерина (? – 1480), жена каштеляна наклоского Владислава Данабожского;
- Елена (1445 – 1480), жена каштеляна мендзыжечского Яна Остророга;
- Анна  (1450 – 1480).